# 288-as busz (Budaörs)
A budaörsi 288-as jelzésű autóbusz (2008. augusztus előtt Budaörs-busz) a Budaörsi lakótelep és a Kamaraerdő, Iglói köz között közlekedik. A vonalat 2010. augusztus 1. előtt a Budapesti Közlekedési Zrt. üzemeltette (először alvállalkozós üzemben, később Ikarus 405 típusú járművekkel), augusztus 1-jétől a VT-Transman üzemeltette a Budaörsi Önkormányzat megrendelésére. Jelenleg a Homm Kft. üzemelteti. Hétköznap a reggeli és délutáni csúcsidőben 20-30 percenként, napközben és hétvégén óránként közlekedik. A 289-es busszal összehangolt menetrend szerint jár. A vonalon 2010. augusztus 1-jéig Ikarus 405-ös midibuszok, valamint a Homm Kft. alvállalkozó buszai, augusztus 1-jétől a VT-Transman Mercedes-Benz O520 típusú autóbuszai közlekedtek.

## Története
2002. október 1-jétől a Budaörsi Önkormányzat megrendelésére indult el Budaörs-busz néven, körjáratként. Útvonala: Budaörsi lakótelep vá. – Szivárvány utca – Szabadság út – Károly király utca – Baross utca – Sport utca – 8105. jelű út – Raktárvárosi út – Temető utca – Budaörsi temető – Temető utca – Vasút utca – Kamaraerdei út – Kamaraerdő – Kamaraerdei út – Vasút utca – Temető utca – Budaörsi temető – Temető utca – Vasút utca – Kinizsi utca – Károly király út – Szabadság út – Bretzfeld utca – Baross utca – Budaörsi lakótelep vá. A 2008-as paraméterkönyv bevezetésekor a járat jelzése 288-asra változott.
Az útvonala a Budaörsi Önkormányzat megrendelésére 2010. május 1-jétől jelentősen változott. A budaörsi lakótelepi végállomás után a város nyugat részén körbemegy, majd a Baross utcán visszafelé a 289-es vonalán halad tovább. A megmaradt Károly király utca – felüljáró – Kinizsi utca útvonal után a Budaörsi temető felé halad, ahonnan Kamaraerdő nyugati részét érintve jut el a Kamaraerdő, illetve a Kamaraerdő, Igló köz végállomásához. Így nem érinti a Patkó utcát, a gimnáziumot, a városházát, a Kötő utcát, a Károly Király út északi részét, valamint nem érinti a Kamaraerdei úton lévő megállókat. Megállóhelyek létesültek viszont többek között a budaörsi benzinkútnál (Kamaraerdő, Iglói köz felé), a Kismartoni utcában (Kamaraerdő, Iglói köz felé), a Templom térnél, a városi uszodánál, a Petőfi Sándor utcában (a Szabadság úti kereszteződés után), az Ibolya utcánál (Kamaraerdő, Iglói köz felé) és a Franktanyánál is.

## Útvonala
| Kamaraerdő, Iglói köz felé | Budaörsi lakótelep felé |
| --- | --- |
| Budaörsi lakótelep vá. – Baross utca – Bazsalikom utca – Bazsarózsa utca – Rezeda utca – Margaréta utca – Szabadság út – Ibolya utca – Baross utca – Petőfi Sándor utca – Kisfaludy utca – Kossuth Lajos utca – Nefelejcs utca – Szabadság út – Clementis László utca – Dózsa György utca – Stefánia utca – Hársfa utca – szervizút – Csata utca – Károly király utca – felüljáró – Kinizsi utca – Raktár utca – Budaörs vasútállomás – Raktár utca – Kinizsi utca – aluljáró – Vasút utca – Temető utca – Budaörsi temető – Temető utca – Akron utca – Seregély utca – Kolozsvári utca – Zombori utca – Holló utca – Kismartoni utca – Torockó utca – Kamaraerdei út – Zombori utca – Kamaraerdő, Iglói köz vá. | Kamaraerdő, Iglói köz vá. – Zombori utca – Kolozsvári utca – Seregély utca – Akron utca – Temető utca – Budaörsi temető – Temető utca – Vasút utca – aluljáró – Kinizsi utca – Raktár utca – Budaörs vasútállomás – Raktár utca – Kinizsi utca – felüljáró – Csata utca – Törökbálinti utca – szervizút – Hársfa utca – Stefánia utca – Dózsa György utca – Clementis László utca – Szabadság út – Nefelejcs utca – Kossuth Lajos utca – Kisfaludy utca – Petőfi Sándor utca – Baross utca – Budaörsi lakótelep vá. |

## Megállóhelyei
| 0  | Budaörsi lakótelep végállomás               | 26 | 40, 40B, 40E, 140, 140A, 140B, 240, 287, 289 755     |
| 1  | Puskás Tivadar utca                         | ∫  | 289                                                  |
| 2  | Árok utca                                   | ∫  |                                                      |
| 3  | Ibolya utca                                 | ∫  |                                                      |
| 4  | Kökörcsin utca                              | ∫  |                                                      |
| 5  | Rézvirág utca                               | ∫  |                                                      |
| 6  | Margaréta utca                              | ∫  |                                                      |
| 7  | Csiki csárda                                | ∫  | 88, 88A, 188, 188E                                   |
| 8  | Ibolya utca                                 | ∫  | 88, 88A, 188, 188E                                   |
| 9  | Ibolya köz                                  | ∫  |                                                      |
| 10 | Baross utca                                 | ∫  |                                                      |
| 11 | Puskás Tivadar utca                         | ∫  | 289                                                  |
| 12 | Szivárvány utca                             | ∫  | 40, 40B, 40E, 140, 140A, 140B, 240, 287, 289         |
| 13 | Ifjúság utca                                | 24 | 40B, 140, 140A, 140B, 289                            |
| 14 | Széles utca                                 | 23 | 289                                                  |
| 15 | Petőfi Sándor utca (↓) Árpád utca (↑)       | 22 | 289                                                  |
| 16 | Szabadság út                                | 21 | 40, 40B, 40E, 88, 88A, 140, 140A, 188, 240, 287, 289 |
| 17 | Kossuth Lajos utca                          | 20 | 289                                                  |
| 18 | Egészségügyi Központ (↓) Nefelejcs utca (↑) | 19 | 289                                                  |
| 19 | Templom tér                                 | 18 | 40, 40B, 88, 88A, 140, 140A, 188, 240, 289 767       |
| 20 | Arany János utca                            | ∫  | 289                                                  |
| 21 | Stefánia utca                               | 16 | 289                                                  |
| 22 | Hársfa utca                                 | 15 | 289                                                  |
| 23 | Városi uszoda                               | 14 | 289                                                  |
| 25 | Budaörs, benzinkút                          | ∫  | 172, 173 724, 731, 732, 734, 735, 736, 760, 762      |
| ∫  | Csata utca                                  | 12 | 287                                                  |
| 27 | Agip utca                                   | 11 | 287                                                  |
| 28 | Budaörs vasútállomás                        | 10 | 287 S10 S12                                          |
| 29 | Kinizsi utca                                | 9  | 287                                                  |
| 30 | Repülőgépes Szolgálat                       | 8  | 87, 187, 287 756                                     |
| 32 | Franktanya                                  | 6  |                                                      |
| 34 | Budaörsi temető                             | 4  | 286                                                  |
| 36 | Kolozsvári utca                             | 2  |                                                      |
| 37 | Zombori utca                                | ∫  |                                                      |
| 38 | Holló utca                                  | ∫  |                                                      |
| 39 | Kismartoni utca                             | ∫  |                                                      |
| 40 | Kamaraerdei Közösségi Ház                   | ∫  |                                                      |
| 41 | Kamaraerdő                                  | ∫  | 87, 187, 287                                         |
| 42 | Zombori utca                                | ∫  |                                                      |
| 43 | Kamaraerdő, Iglói köz végállomás            | 0  |                                                      |

## Külső hivatkozások
- Helyi közlekedés. Homm Kft.. (Hozzáférés: 2019. május 11.)